# Mercedes-Benz O 3500
Mercedes-Benz O 3500 — перший автобус від Daimler-Benz, створений у післявоєнний період і перший автобус, що випускався на заводі в Мангеймі. Він був заснований на вантажівці Mercedes-Benz L 3500, представленої одночасно з дизельним двигуном, встановленим під капотом спереду. З компактного O 3500 протягом кількох років була створена ціла сім'я автобусів, міжміських та міських автобусів. Маючи 6049 одиниць з грудня 1949 року до кінця виробництва в 1955 році, O 3500 став найуспішнішим автобусом свого часу.

## Опис
Міський автобус мав розсувні двері зі стисненим повітрям спереду та внутрішні відкидні двері зі стисненим повітрям ззаду. За водійським кріслом було праворуч і ліворуч по чотири двомісних крісла, а за ними-тримісна лавка над колісними арками, щоб могли сидіти 22 пасажири. У центральному проході та платформі за задніми дверима було в цілому 23 стоячих місця.
На відміну від міського автобуса, всесезонні туристичні та міжміські автобуси мали вхідні двері, що відкидаються вручну. Порівняно з міжміським автобусом, всепогодний автобус також мав скління по краю даху та розсувний дах довжиною більше двох з половиною метрів і, таким чином, 16 м² видимої площі.
Заднє місце для зберігання за заднім сидінням було доступне через подвійні двері. Для розміщення додаткових предметів багажу задня частина кузова може бути обладнана багажником на даху.
В салоні було дванадцять двомісних крісел з трубчастими сталевими каркасами сидінь, причому лава у задньому вході була відкидною. Кінець склав лавочку для п'яти осіб ззаду. На центральному проході можна було встановити шість одинарних відкидних сидінь та одно або двомісне відкидне сидіння поруч з водієм, щоб було місце для 37 пасажирів. Усі сидіння були покриті синтетичною шкірою, підголівниками, центральними підлокітниками, регульованими спинками, складними столиками на передніх сидіннях, а пізніше навіть окремі сидіння були доступні за додаткову плату.

## Галерея

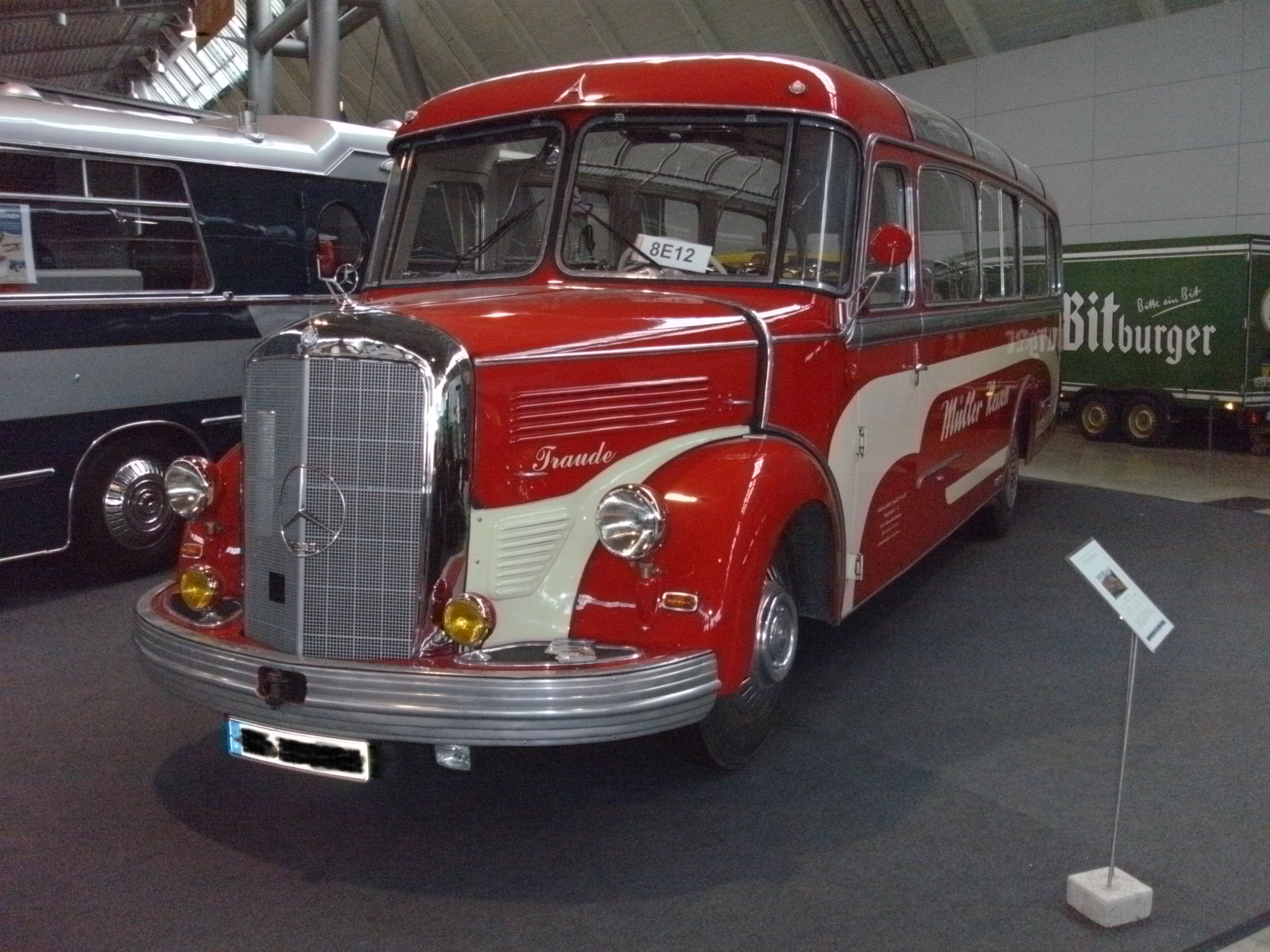
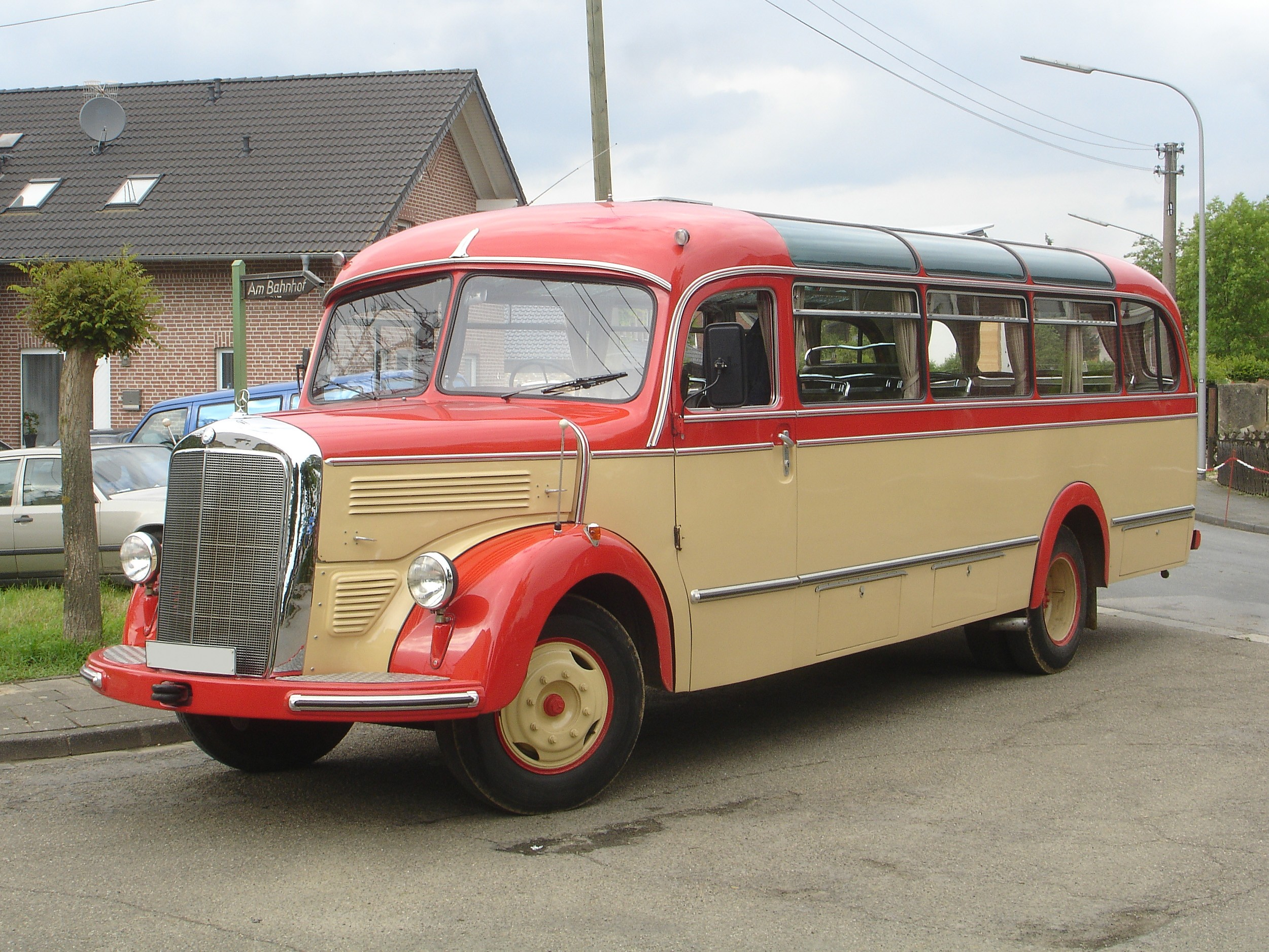
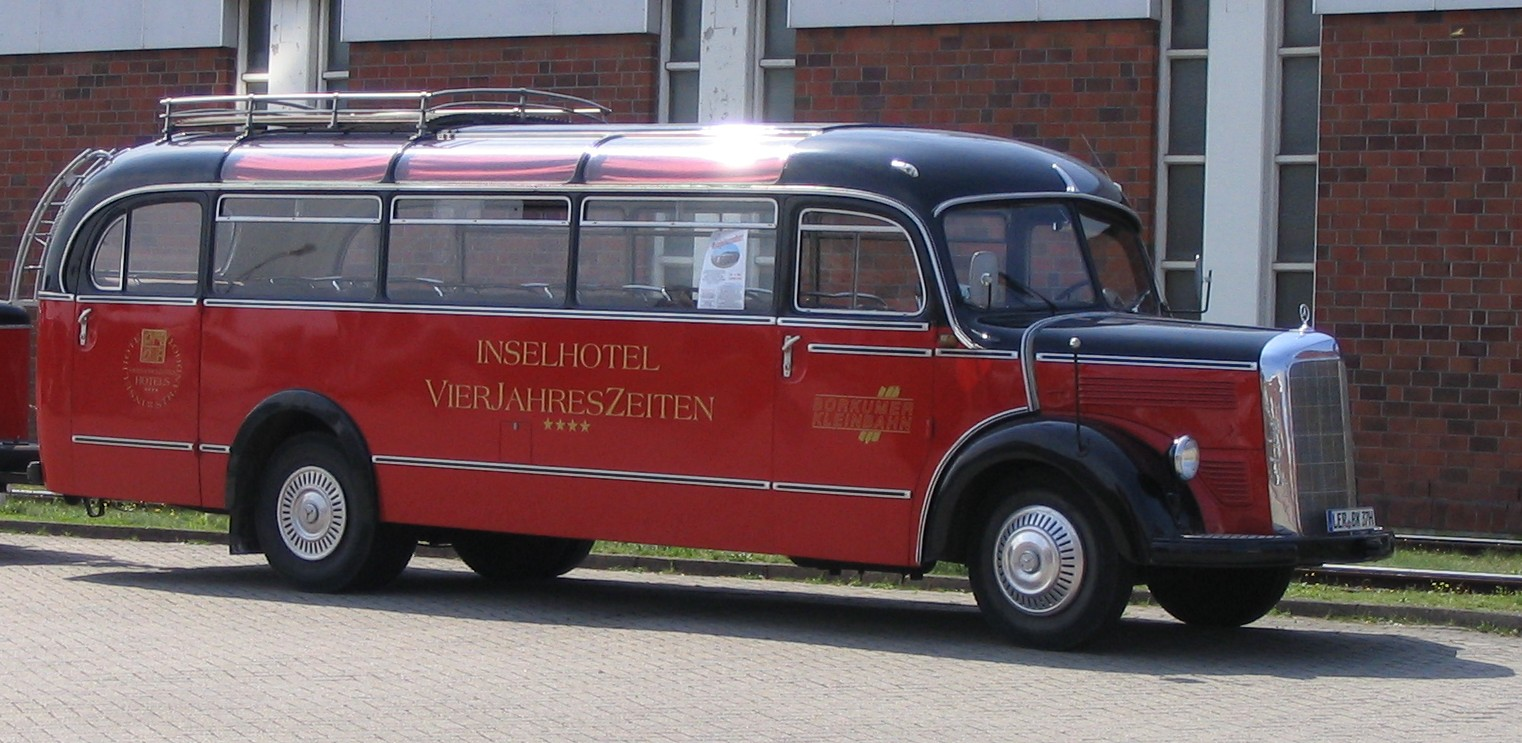
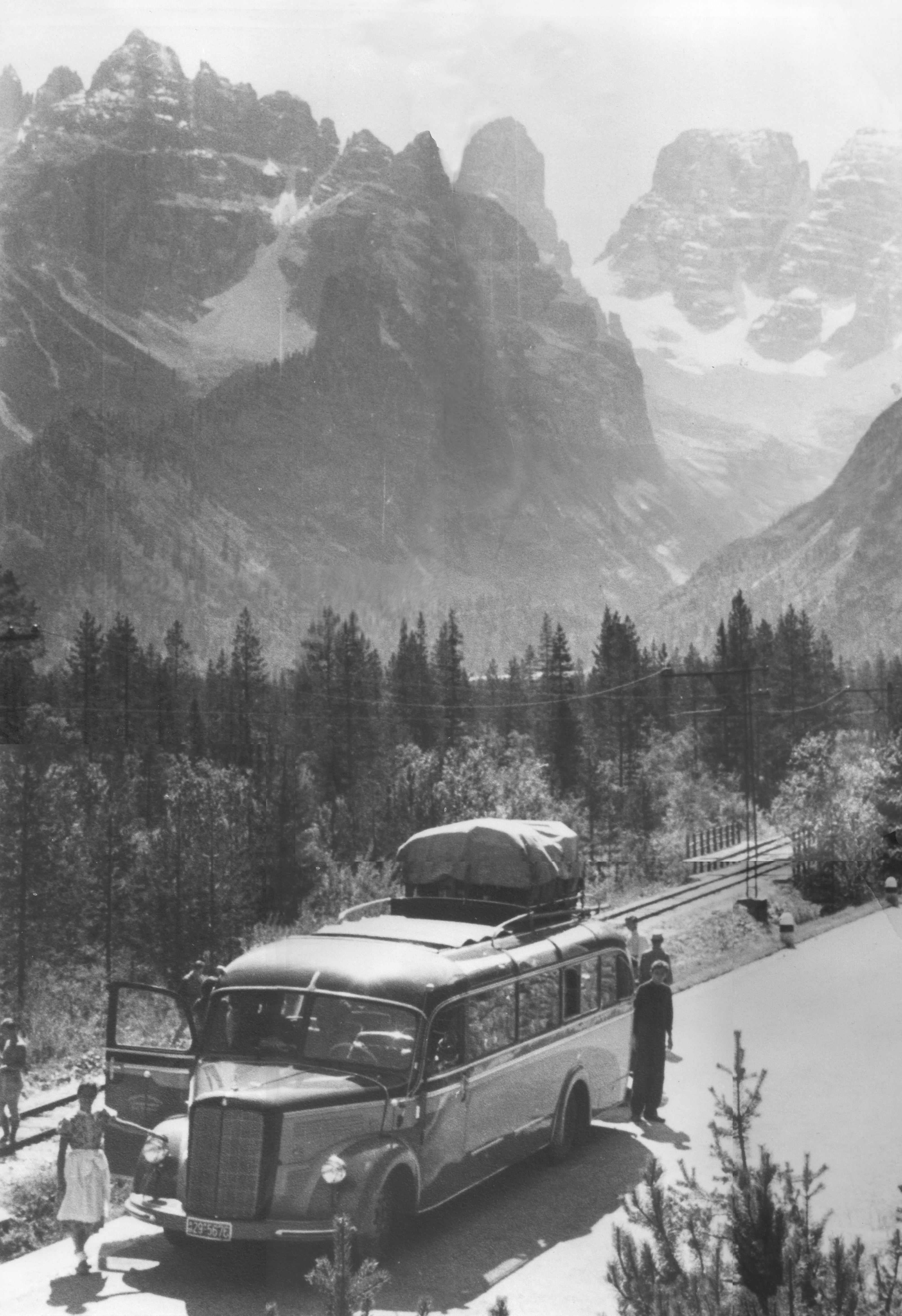